# 劉昌言 (順治進士)
劉昌言（1617年—1672年），字禹度，江南山阳县人，清朝初官員。

## 生平
順天府鄉試舉人，順治十六年（1659年）己亥科進士，授廣西梧州府岑溪知縣，兼摄苍梧县事。調繁宛平县，未任，康熙十一年（1672年）卒于苍梧。享年五十六。

## 家族
曾祖父劉世光，由舉人官沈丘知縣。祖父劉一臨，禮部主事；父劉自靖，贈文林郎知縣。從父劉自竑，崇祯七年甲戌進士，其子劉芳聲，順治己丑進士。刘氏家族居古河镇菜市桥西，共有五代考中科举，有“五世巍科”匾，匾额一直保存到民国。
元配王孺人，生三子：長子劉始大，改名愈，康熙二十一年進士；次子劉始恢，十年進士；又次曰劉始偉，早夭。